# Doreen Wilber
Doreen Viola Wilber (ur. 8 stycznia 1930 w Rutland; zm. 19 października 2008 w Des Moines) – była amerykańska łuczniczka, mistrzyni olimpijska, trzykrotna wicemistrzyni świata. Startowała w konkurencji łuków klasycznych.
Największym jej osiągnięciem był złoty medal igrzysk olimpijskich w Monachium w 1972 roku w konkurencji indywidualnej.